# Hardenbergia
Hardenbergia es un género de plantas con flores con 14 especies perteneciente a la familia Fabaceae. Es originario de Australia.

## Especies seleccionadas
- Hardenbergia alba
- Hardenbergia bimaculata
- Hardenbergia comptoniana
- Hardenbergia violacea